# Сновидения у пациентов с психозом
Сновидения у пациентов с психозом — отличающиеся от нормы образы в фазе быстрого сна у больных психозами, содержащие бредовые идеи, из-за которых может моментально проявиться психоз; сопровождаются истерическими припадками и меланхолическими состояниями.
Вильгельм Вундт в своей работе «Физиологическая психология» отметил, что в сновидении мы способны пережить все те проявления, которые могут наблюдаться в психиатрической больнице. Итальянский автор Санкт-де-Санктис считает, что сновидения для некоторых параноиков являются истинными и определяющими причинами безумия. Радешток отметил следующее сходство: как у сновидцев, так и у психически больных людей возникают воспоминания, впечатления и переживания из своего детства, которые здоровому, бодрствующему человеку никогда не будут репрезентироваться, потому что они абсолютно забыты.

## Общие черты сна и психоза
У сновидений в фазе быстрого сна и психоза есть несколько общих черт:
- галлюциногенные образы;
- снижение метакогнитивного мышления;
- различение нарушенной реальности.

И сон, и психоз протекают на более низком уровне сознания, характеризующемся чувством присутствия и отсутствием ориентированного на будущее планирования и отражения прошлого опыта. И сновидец, и пациент-психотик действуют в сновидении от первого лица, воспринимая себя как активных действующих лиц, а не пассивных сторонних наблюдателей. Сновидения и психотические эпизоды могут сопровождаться разной степенью субъективного контроля. Эти состояния также могут включать диссоциативные явления, такие как деперсонализация, дереализация или внетелесные переживания. Психотические пациенты чаще сообщали о контроле над своими сновидениями, чем непсихотические представители нормы.

## Сновидения у пациентов с психозом
Содержание снов у пациентов с шизофренией и пациентов с биполярным аффективным расстройством, которые имеют эпизоды психоза, может значительно отличаться. Пациентам с шизофренией наиболее свойственны кошмары. В свою очередь, пациенты с биполярным расстройством в стадии гипомании и мании могут иметь очень яркие и красочные сновидения, которые хорошо запоминаются. Есть данные, что пациенты с биполярным расстройством способны видеть серийные сны, которые могут логически продолжаться даже в течение нескольких лет. Пациенты с биполярным расстройством в состоянии депрессии также часто видят кошмары, как и пациенты с шизофренией.

### Кошмары
Анализ отчётов о сновидениях показывает более высокую частоту кошмаров среди больных шизофренией, чем у здоровых субъектов.
Кошмар — самое распространённое из всех нарушений сна. Они определяются как тревожные сны, сопровождаемые резко отрицательными эмоциями, такими как страх, отвращение и ужас. Обычно они возникают во время сна с быстрым движением глаз (REM) во второй половине ночи и пробуждают человека ото сна. Содержание кошмаров обычно можно вспомнить живо.

#### Характерные черты
Были определены пять наиболее распространённых тем, которые повторяются в кошмарах:
- преследование;
- падение;
- паралич;
- опоздание на решающее событие;
- осведомлённость о смерти значимого человека[6][7].

По сравнению с «плохими» сновидениями (аналогичное содержание, менее интенсивные, не будящие спящего) кошмары описываются как более причудливые, более жестокие, более ориентированные на неудачи и с большей вероятностью закончившиеся катастрофой. «Причудливость» была признана сложной концепцией для определения или количественной оценки, хотя, что характерно, она использовалась для описания как снов, так и психотических иллюзий.
Холл и Ван де Кастл определили причудливость снов с точки зрения:
- обстановки (незнакомой или искажённой);
- потока событий (неправдоподобного);
- характеров (постоянно меняющаяся идентичность);
- тона (тревожащего, сбивающего с толку, удивительного).

#### Распространённость
Всем людям свойственно время от времени испытывать кошмары. Частые кошмары, которые определяются как происходящие не реже одного раза в неделю, переживают около 5 % населения. Среди психиатрических групп распространённость в шесть раз выше, чем среди населения в целом. Наиболее частая психиатрическая ассоциация связана с посттравматическим стрессовым расстройством, но кошмары не редкость среди людей, страдающих шизофренией; примерно 10 % пациентов с психозами испытывают частые повторяющиеся кошмары. Доказано, что под влиянием кошмаров могут развиться психозы у здоровых людей. Такие сновидения вызывают тяжёлые страдания, и медики должны серьёзно относиться к ним, поскольку они тесно связаны с суицидальным поведением.
Было высказано предположение, что кошмары и психотические симптомы представляют собой область с общей этиологией. Частые кошмары в раннем детстве увеличивают риск последующих психотических переживаний у подростков. Связанный с кошмаром дистресс предсказал уровни паранойи и психотизма у выборки здоровых студентов.
Другие исследователи также свидетельствуют о том, что более половины выборки пациентов с психозом (55 %) сообщили о еженедельных мучительных кошмарах, отражающих патологию средней тяжести. Это значительно выше, чем оценки распространённости (от 0,9 % до 6,8 %), полученные для всего населения в целом. Люди с психозами, которым часто снились кошмары, как правило, имели более низкую эффективность и качество сна. Однако именно более высокий уровень кошмарного дистресса был связан с более серьёзными иллюзиями, депрессией, тревогой, стрессом и ухудшением рабочей памяти.
Кошмары могут быть общей клинической характеристикой людей, испытывающих психотические симптомы. Кроме того, связанный с ними дистресс связан с ухудшением дневных симптомов.

### Сновидения у больных шизофренией
Сновидения у пациентов с шизофренией характеризуются:
- более враждебным содержанием;
- более высокой долей количества незнакомцев среди персонажей сновидений;
- меньшей частотой сновидений, в котором сновидец является главным героем[19].

Также были представлены доказательства языковых нарушений в отчетах о сновидениях субъектов-шизофреников, которые создают существенно менее сложные повествования, чем представители группы нормы. Было показано, что повторяемость, взаимосвязанность и глобальная сложность отчётов о сновидениях характеризуют различные паттерны расстройства мышления, которые соответствуют шизофрении и биполярному расстройству типа I, двум различным заболеваниям, связанным с психозом. Другими словами, когнитивный дефицит, связанный с психозом, сопровождается нарушением способности делиться потоком мыслей при воспоминании сновидения, что приводит к менее связанным сообщениям, чем у здоровых субъектов. Эти различия были более заметны для отчётов о сновидениях по сравнению с отчётами бодрствований. Объяснением может служить гипофункция префронтальной коры при психозе, которая напоминает снижение активности префронтальной коры во время быстрого сна у здоровых субъектов по сравнению с уровнями, обнаруженными в бодрствовании. Как при психозе, так и при регулярных сновидениях гипофункция префронтальной коры причинно связана со снижением критики, типичной для этих состояний.
Также было выявлено, что пациенты с шизофренией используют значительно меньшее количество слов по сравнению с пациентами с биполярным аффективным расстройством.
Немецкий психиатр Эмиль Крепелин, продолжая развивать мысли о сходстве сновидений и психозов, обозначил, что для сновидений здоровых людей характерна такая же путаница мыслей, какая характерна для больных шизофренией. В обоих случаях наблюдается отвлечение мысли от своего осевого направления, скачки идей от одной к другой, отсутствие логической и смысловой связи.
Исследование сновидений пациентов с шизофренией показало, что у таких больных:
- более упрощённая структура сновидений, по сравнению со здоровыми людьми;
- более низкая активность действующих лиц;
- наличие странных образов значительно меньше преобладают отрицательные эмоции и открытые сексуальные сцены.

Действующие лица в сновидениях таких пациентов обычно настроены враждебно к ним. При этом сновидения имеют более реалистичный характер, что объясняется нарушением подсознательной психической деятельности, поскольку её функция состоит в том, чтобы маскировать и скрывать простейшие потребности и склонности человека, переоценивать, пересматривать установки, желания, эмоции и цели личности. Психическая жизнь пациентов с шизофренией примитивна и в бодрствующем состоянии: они выражают свои желания и потребности прямо, неприкрыто, в отличие от людей с более сложной и тонко организованной психикой. И на сознательном, и на подсознательном уровнях данная характерная им черта сохраняется.

### Сновидения у больных паранойей
М. Крамер было выявлено, что у больных паранойей сновидения также отличаются от сновидений здоровых людей. Параноики видят гораздо больше образов незнакомых им людей, и сновидения для них отрицательно окрашены чрезмерной агрессивностью.

### Сновидения у больных реактивным психозом
Больным реактивными психозами чаще всего снится ситуация, вызвавшая этот психоз. Содержание сновидений обычно имеет насильственный характер: убийства, избиения знакомых/близких людей. Интересен случай одного больного реактивным психозом, которому снилось, как он вымаливает прощение у живой жертвы, которую он до этого убил в реальной жизни.
Несмотря на большое количество доказательств связи сна и сновидений с психозом, количественная информация о сновидениях у психотических больных отсутствует.
Возможно, что психотические субъекты с большей вероятностью раскроют структуру своего мышления, рассказывая о сновидениях, просто из-за сходства между сновидениями и психозами.